# Robert Keil (Künstler)

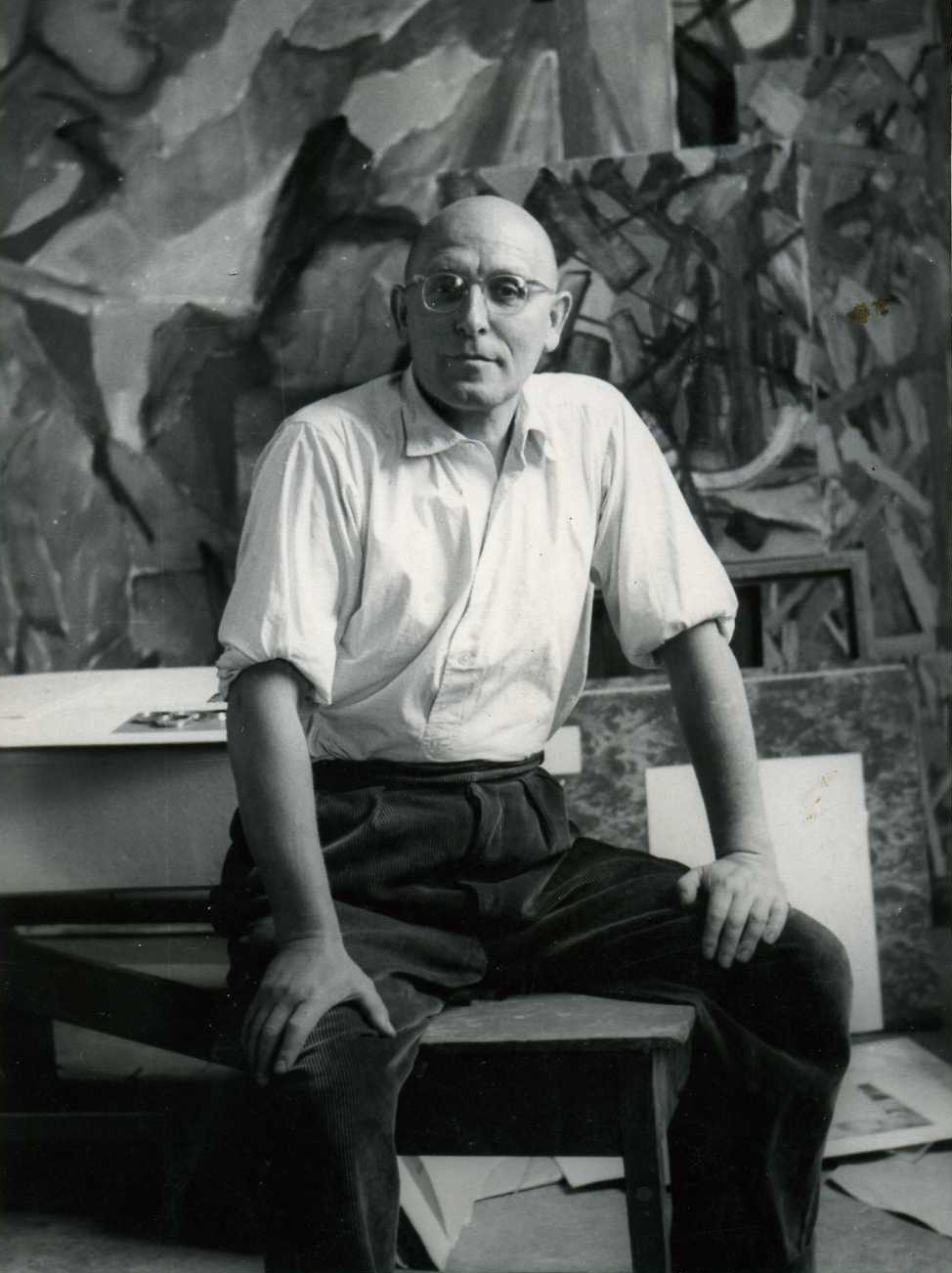
Robert Keil in seinem Atelier in Wien, 1955

Robert Keil (* 25. Juli 1905 in Kettwig/Essen; † 9. März 1989 in Wien) war ein österreichischer Maler, Bildhauer und Graphiker.

## Leben
Zwischen 1926 und 1928 erhielt Robert Keil seinen ersten künstlerischen Unterricht im Benediktinerkloster Beuron bei Willibrord Jan Verkade (1868–1946), der selbst in Paris Malerei studierte und stark von der Künstlergruppe der Nabis beeinflusst war. Mehrere Aufenthalte auf der Burg Rothenfels im Kreis der Quickborner-Bewegung und der Kontakt zu Romano Guardini waren für seinen weiteren Lebensweg prägend.
1928 kam er nach Wien um Kunstgeschichte und Philosophie zu studieren und begann zu malen. 1932 ging er nach Italien, lebte bis 1936 auf der Insel Ischia, arbeitete künstlerisch und um seinen Lebensunterhalt zu verdienen als Reiseführer in Rom und Neapel. Nach Wien zurückgekehrt, bezog er ein Atelier im 8. Bezirk, Krotenthallergasse und arbeitete als freischaffender Künstler. 1940 zum Militärdienst eingezogen, geriet er noch 1945 in sowjetische Kriegsgefangenschaft. Er kehrte erst 1948 nach Wien zurück und erhielt noch im selben Jahr die österreichische Staatsbürgerschaft.
Von nun an reiste Keil fast jährlich, vor allem in die mediterranen Länder Europas. Daneben waren in den 1950er Jahren mehrere Reisen nach Paris, Köln und Essen (Museum Folkwang) für seine Hinwendung zum abstrakten Expressionismus von großer Bedeutung. Das Ergebnis wurde 1958 in einer Einzelausstellung im Museum für angewandte Kunst, Wien gezeigt. 1960 folgte eine große Ausstellung im Folkwangmuseum, Essen und 1973 als Höhepunkt eine Ausstellung in der Österreichischen Galerie Belvedere, Wien, die sein bis dahin geschaffenes Œuvre in einer breit angelegten Schau zeigte. 1969 wurde ihm der Berufstitel Professor verliehen.
Robert Keil war seit 1943 mit der Kunsthistorikerin Nora Keil verheiratet. Aus der Ehe gingen vier Kinder hervor.

## Werk
Im malerischen Werk lassen sich drei Entwicklungsphasen nachvollziehen. Bis um die Mitte der 1950er Jahre folgt Keil noch dem Gegenständlichen verpflichteten, abstrahierenden Realismus mit einem starken und expressiven Kolorit. Danach folgt die expressionistische Phase, die bereits reine Abstraktion ist. Ab Mitte der 1970er Jahre verfestigen sich die abstrakten Formen zu einer flächenhaften Malerei.

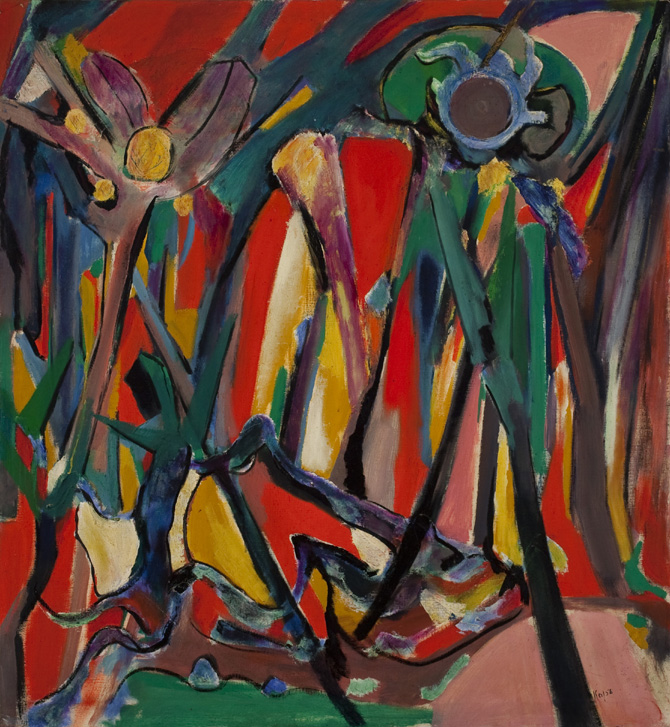
Gemälde, Spanischer Garten, 1958

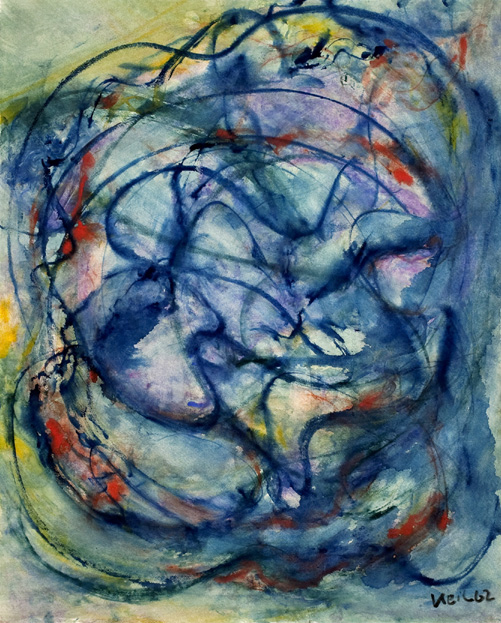
Aquarell, Quelle, 1962

Im Gegensatz dazu sind die Zeichnungen, die Keil vor allem während seiner Reisen ausführte (ca. 2.500 Arbeiten), nach seinen eigenen Worten „Fingerübungen“ in der Auseinandersetzung mit Arbeiten seiner künstlerischen Vorgänger. Sie umfassen Architekturskizzen, Skulpturen (vor Michelangelo, antike Themen wie der Parthenonfries im British Museum in London), Interpretationen vor Rembrandt, Tintoretto und Maulbertsch. Diese drei Künstler waren für ihn seine wichtigsten Leitfiguren.

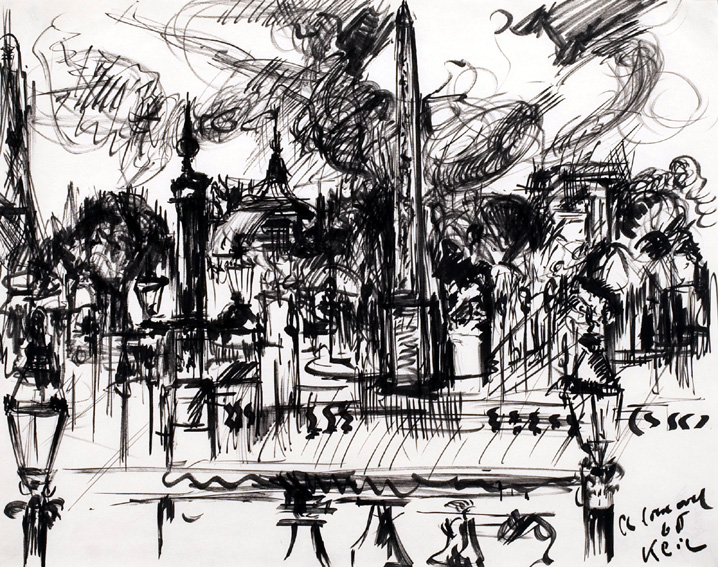
Zeichnung, Place de la Concorde, Paris, 1960

Das druckgraphische Werk, das Keil seit den frühen 60er Jahren schuf (ca. 300 Platten) besteht vor allem aus Linolschnitten, in denen er wiederum seine klare abstrakte Formensprache gut ausdrücken konnte.
Ab Mitte der 1970er Jahre schuf Robert Keil ca. 50 großformatige Mosaiktafeln für Wohnhausanlagen und private Bauträger in Wien. Als Ausgleich zu diesen körperlich anstrengenden Arbeiten begann er ab 1977 zunehmend Keramiken in einer empfindsamen, lyrisch-abstrakten Form zu bemalen (ca. 280 Teller und Kacheln).

## Ausstellungen (Auswahl)

### Einzelausstellungen
- 1958: Ausstellung im Österreichischen Museum für Angewandte Kunst, Wien
- 1960: Ausstellung im Folkwang-Museum, Essen
- 1961: Ausstellung im Haus Maerklin, Stuttgart
- 1962: Ausstellung bei Baedecker, Essen
- 1964: Ausstellung bei Christian M. Nebehay, Wien
- 1966: Zeichnungen und Druckgrafiken im Folkwang-Museum, Essen
- 1971: Ausstellung von Zeichnung und Druckgraphik, Neue-Galerie am Landesmuseum Joanneum, Graz
- 1972: Ausstellung im Rahmen "Konfrontation 1972", Haus der Jugend, Wien
- 1973: Ausstellung Schloss Belvedere, Wien
- 1979: Grafikausstellung IKC, Wien
- 1993: Retrospektive im Museum für Moderne Kunst, St. Pölten
- 1993: Ausstellung Virgilkapelle, Museum der Stadt Wien
- 1995: Ausstellung Diözesan-Museum, Wien
- 2001: Österreichisches Kulturforum Zagreb – Grafikausstellung in Požega

### Gruppenausstellungen
- 1967: Teilnahme an der Gedächtnisausstellung für Ministerialrat Dr. Adele Kaindl, Künstlerhaus Wien

### Monografien
- Felicitas Keil (Hrsg.): Robert Keil – Das graphische Werk, mit Beiträgen von Wilfried Skreiner, Konrad Oberhn, Böhlau-Verlag, 1993, ISBN 3-205-98054-9.
- Evelyn Benesch: Robert Keil 1905 – 1989. Amartis-Verlag, Wien 2009, ISBN 978-3-9501012-2-5.
- Robert F. Keil (Hrsg.): Robert Keil 1905–1989 Monografie mit Werkverzeichnis. Mit Beiträgen von Matthias Boeckl, Wolfgang Huber, Robert Friedemann Keil, Gabriela Nagler, Amartis-Verlag, Wien 2012, ISBN 978-3-9501012-7-0.

### Ausstellungskataloge
- Robert Keil, Museum für angewandte Kunst, Wien 1958.
- Robert Keil, Gemälde und Zeichnungen, Museum Folkwang, Essen 1960.
- Robert Keil, Druckgraphiken, Museum Folkwang, Essen 1962.
- Robert Keil, Druckgraphik und Zeichnungen, Neue Galerie, Graz 1971.
- Robert Keil, Österreichische Galerie Belvedere, Wien 1973.